# Patrick Taval
Patrick Taval MSC (* 4. Mai 1956 in Taranga; † 29. April 2013) war römisch-katholischer Bischof von Kerema.

## Leben
Patrick Taval trat der Ordensgemeinschaft der Herz-Jesu-Missionare bei und empfing am 8. Januar 1984 die Priesterweihe.
Papst Johannes Paul II. ernannte ihn am 22. Juni 1999 zum Weihbischof in Rabaul und Titularbischof von Thimida. Der Erzbischof von Rabaul, Karl Hesse MSC, spendete ihm am 2. Oktober desselben Jahres die Bischofsweihe; Mitkonsekratoren waren Desmond Charles Moore MSC, Bischof von Alotau-Sideia, und Ambrose Kiapseni MSC, Bischof von Kavieng. Er war Generalvikar und Koordinator der seelsorglichen Aufgaben.
Am 6. Dezember 2007 wurde er durch Papst Benedikt XVI. zum Koadjutorbischof von Kerema ernannt. Mit der Emeritierung Paul John Marx’ MSC am 13. März 2010 folgte er ihm als Bischof von Kerema nach.